# بیل کالوین
بیل کالوین (انگلیسی: Bill Colvin; ۳ دسامبر ۱۹۳۴ – ۳ نوامبر ۲۰۱۰) بازیکن هاکی روی یخ اهل کانادا بود.